# Tenetiše, Litija
Tenetiše este o localitate din comuna Litija, Slovenia, cu o populație de 163 de locuitori.